# Asami Sugiura
Asami Sugiura  (杉浦亜紗美?, Sugiura Asami), nota anche come Asami (亜紗美?, Asami; Tokyo, 19 agosto 1985) è un'attrice pornografica, attrice e AV idol giapponese.

## Biografia
Debuttò nel 2005, con il film drammatico Kiss me or kill me: Todokanakutemo aishiteru, diretto da Naoyuki Tomomatsu, cantando anche la canzone Ai-suru hodoni. Lo stesso anno interpretò anche la commedia Mikosurihan gekijō: namashibori sūpā DX, diretta da Takao Nakano, realizzata per il V-Cinema, e il dramma erotico Cream Lemon 1, realizzò un photobook e un DVD intitolati Wash Me! e debuttò nel cinema pornografico con il film In Love.
Nel 2006 fu la protagonista della commedia demenziale Sukeban Boy, diretta da Noboru Iguchi e tratta dal manga Oira Sukeban di Gō Nagai. Asami interpretò il ruolo di Suke Banji, un ragazzo effeminato che si iscrive in una scuola femminile. Nel 2008 tornò a lavorare con Noboru Iguchi, interpretando il ruolo della co-protagonista Miki nell'horror-splatter The Machine Girl. Nel 2009 Asami interpretò nuovamente il ruolo di Miki nel cortometraggio Shyness Machine Girl, spin-off di The Machine Girl, sempre diretto da Noboru Iguchi.
Sempre nel 2008, Asami si piazzò al terzo posto nella categoria miglior attrice debuttante ai Pink Grand Pix, grazie alla sua interpretazione nel pinku eiga Female Prisoner Ayaka: Tormenting and Breaking in a Bitch, diretto da Naoyuki Tomomatsu, quindi lavorò con Yūdai Yamaguchi nell'horror Tamami: The Baby's Curse. Nel 2009 interpretò un ruolo nella commedia d'azione RoboGeisha, sua quarta collaborazione con il regista Noboru Iguchi.

## Filmografia parziale

### Film hard
- In Love (2005)
- New Wave Of Sexual Exposure (露出ハイファッション) (2005)
- Sailor Shower (セーラーシャワー) (2005)
- Sister's Exciting Uniform (妹の制服萌え) (2006)
- Virtual Fuck (バーチャルFUCK) (2006)
- 20 Shots Creampie! (20連発中出し！) (2007)
- Analize 3, Genuine Anal Virgin (アナリーゼ３ 正真正銘アナル処女) (2007)
- Splash Girl, Whale Cow 05, 10 Girls Squirting Flood! (SPLASH GIRL 女鯨06 人気女優10人潮吹き大洪水！) (2008)
- Three Sisters Ninja Sex (三姉妹vs女剣士 くノ一凌辱秘奥義外伝) (2008)
- Cosplay of Maiden at the Shrine (巫女コス) (2009)

### Film non hard
- Kiss me or kill me: Todokanakutemo aishiteru, regia di Naoyuki Tomomatsu (2005)
- Female Prisoner Ayaka: Tormenting and Breaking in a Bitch, regia di Naoyuki Tomomatsu (2005)
- Mikosurihan gekijō: namashibori sūpā DX, regia di Takao Nakano (2005)
- Sukeban Boy (Oira Sukeban), regia di Noboru Iguchi (2006)
- The Machine Girl (Kataude mashin gāru), regia di Noboru Iguchi (2008)
- Tamami: The Baby's Curse (Akanbo shōjo), regia di Yūdai Yamaguchi (2008)
- Shyness Machine Girl (The Hajirai Machine Girl) – cortometraggio, regia di Noboru Iguchi (2009)
- RoboGeisha (Robo-geisha), regia di Noboru Iguchi (2009)
- Mutant Girls Squad (Sentô shôjo: Chi no tekkamen densetsu), regia di Noboru Iguchi, Yoshihiro Nishimura e Tak Sakaguchi (2010)
- Zombie Ass, regia di Noboru Iguchi (2011)
- Dead Sushi (Deddo sushi), regia di Noboru Iguchi (2012)
- Rape Zombie: Lust of the Dead (Reipu zonbi: Lust of the dead), regia di Naoyuki Tomomatsu (2012)
- Gun Woman, regi di Kurando Mitsutake (2014)